# Чачалака бразильська
Чачалака бразильська (Ortalis ruficeps) — вид куроподібних птахів родини краксових (Cracidae).

## Поширення
Ендемік Бразилії. Поширений в північно-центральній частині країни південніше річки Амазонки між руслом річки Тапажос в штаті Пара і річки Арагуая в штаті Токантінс. Населяє густий вторинний ліс і підлісок вздовж річок, на галявинах і покинутих пасовищах. Уникає глибини густого лісу.

## Опис
Птах завдовжки від 43 до 54 см і вагою від 345 до 620 г. Має червонувато-каштанову голову, сірувато-коричневу верхню частину, сірувату нижню частину та темно-коричневе первинне махове пір'я.

## Спосіб життя
Харчується на деревах або на землі, як правило, парами або невеликими зграями. Основою раціону є ягоди та фрукти, хоча він також їсть квіти та листя.